# We Love Life
We Love Life è il settimo album discografico in studio del gruppo musicale rock inglese Pulp, pubblicato nel 2001. 

## Tracce
1. Weeds – 3:42
2. Weeds II (The Origin of the Species) – 3:58
3. The Night That Minnie Timperley Died – 4:38
4. The Trees – 4:49
5. Wickerman – 8:17
6. I Love Life – 5:31
7. The Birds in Your Garden – 4:11
8. Bob Lind (The Only Way Is Down) – 4:16
9. Bad Cover Version – 4:16
10. Roadkill – 4:16
11. Sunrise – 6:02

## Gruppo
- Jarvis Cocker - voce
- Mark Webber - chitarre
- Candida Doyle - tastiere
- Steve Mackey - basso
- Nick Banks - batteria